# Distrito Escolar Unificado de Rowland

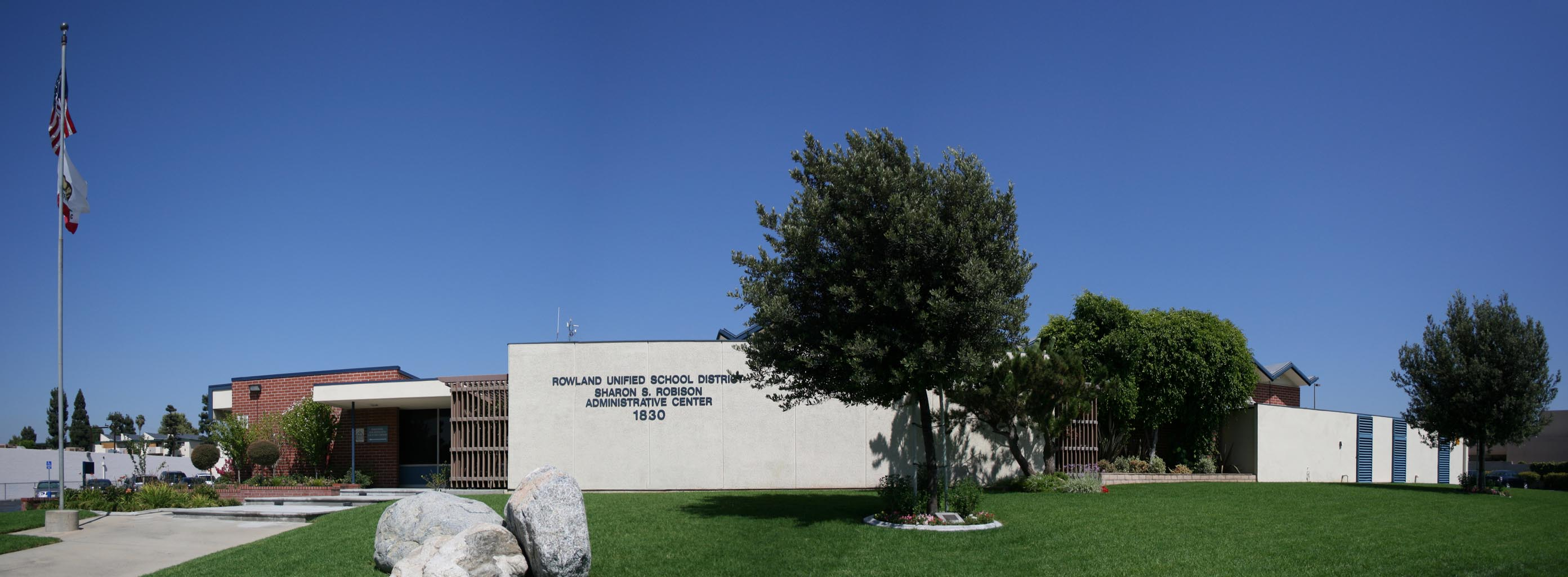
Sharon S. Robison Administrative Center (Centro Administrativo Sharon S. Robison), la sede del distrito

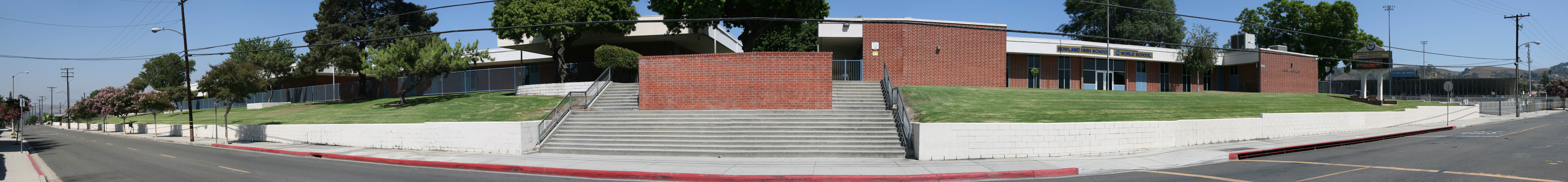
John A. Rowland High School

Distrito Escolar Unificado de Rowland (Rowland Unified School District, RUSD) es un distrito escolar en el Valle de San Gabriel, Condado de Los Ángeles. Tiene su sede en Rowland Heights, un área no incorporada. El distrito gestiona 23 escuelas y tiene más de 16.000 estudiantes. El distrito servía Rowland Heights, la porción este de Industry, la porción este de La Puente, la porción suroeste de Walnut y la porción sureste de West Covina.

## Escuelas
Escuelas preparatorias (high schools):
- Escuela Preparatoria Nogales[4]
- Escuela Preparatoria John A. Rowland[5]